# Кубок Кремля 2017
Кубок Кремля 2017 (також відомий як VTB Kremlin Cup 2017 за назвою спонсора) - тенісний турнір, який проходить на закритих кортах з твердим покриттям. Це 28-й за ліком Кубок Кремля для чоловіків і 22-й - для жінок. Чоловіча частина турніру є одним зі змагань категорії ATP 250 в рамках Світового Туру ATP 2017, а жіноча - категорії WTA Premier у рамках Туру WTA 2017. Він проходить у спортивному комплексі Олімпійський від 16 до 22 жовтня 2017 року.

## Учасники основної сітки в рамках чоловічого турніру

### Сіяні гравці
| Країна               | Гравець                 | Рейтинг1 | посіяний |
| -------------------- | ----------------------- | -------- | -------- |
| Іспанія              | Пабло Карреньо Буста    | 11       | 1        |
| Іспанія              | Альберт Рамос Віньйолас | 25       | 2        |
| Франція              | Адріан Маннаріно        | 29       | 3        |
| Німеччина            | Філіпп Кольшрайбер      | 33       | 4        |
| Росія                | Андрій Рубльов          | 35       | 5        |
| Боснія і Герцеговина | Дамір Джумгур           | 37       | 6        |
| Італія               | Паоло Лоренці           | 39       | 7        |
| Росія                | Карен Хачанов           | 40       | 8        |

- Рейтинг станом на 9 жовтня 2017 року

### Інші учасники
Нижче наведено учасників, які отримали вайлдкард на участь в основній сітці:
- Теймураз Габашвілі
- Костянтин Кравчук
- Сафіуллін Роман Рішатович

Нижче наведено гравців, які пробились в основну сітку через стадію кваліфікації:
- Мірза Башич
- Юкі Бгамбрі
- Філіп Країнович
- Лукаш Росол

Як щасливий лузер в основну сітку потрапили такі гравці:
- Олександр Бублик

### Відмовились від участі
До початку турніру
- Томас Беллуччі →його замінив  Блаж Кавчич
- Карен Хачанов →його замінив  Олександр Бублик
- Фелісіано Лопес →його замінив  Євген Донской
- Янко Типсаревич →його замінив  Душан Лайович

## Учасники основної сітки в парному розряді

### Сіяні гравці
| Країна   | Гравець                  | Країна    | Гравець             | Рейтинг1 | посіяні |
| -------- | ------------------------ | --------- | ------------------- | -------- | ------- |
| Білорусь | Макс Мирний              | Австрія   | Філіпп Освальд      | 117      | 1       |
| Чилі     | Ганс Подліпнік-Кастільйо | Білорусь  | Андрій Василевський | 135      | 2       |
| Колумбія | Хуан Себастьян Кабаль    | Україна   | Денис Молчанов      | 149      | 3       |
| США      | Джеймс Серретані         | Австралія | Марк Полменс        | 161      | 4       |

- 1 Рейтинг станом на 9 жовтня 2017 року

### Інші учасники
Нижче наведено пари, які отримали вайлдкард на участь в основній сітці:
- Аслан Карацев /  Річард Музаєв
- Костянтин Кравчук /  Андрій Рубльов

## Учасниці основної сітки в рамках жіночого турніру

### Сіяні гравчині
| Країна     | Гравчиня               | Рейтинг1 | посіяна |
| ---------- | ---------------------- | -------- | ------- |
| Франція    | Крістіна Младенович    | 13       | 1       |
| США        | Коко Вандевей          | 15       | 2       |
| Росія      | Олена Весніна          | 19       | 3       |
| Латвія     | Анастасія Севастова    | 20       | 4       |
| Росія      | Анастасія Павлюченкова | 21       | 5       |
| Австралія  | Дарія Гаврилова        | 22       | 6       |
| Німеччина  | Юлія Гергес            | 27       | 7       |
| Словаччина | Магдалена Рибарикова   | 28       | 8       |

- Рейтинг станом на 9 жовтня 2017 року

### Інші учасниці
Нижче наведено учасниць, які отримали вайлдкард на участь в основній сітці:
- Олеся Первушина
- Марія Шарапова

Нижче наведено гравчинь, які пробились в основну сітку через стадію кваліфікації:
- Кая Канепі
- Віра Лапко
- Поліна Монова
- Олена Рибакіна

### Відмовились від участі
До початку турніру
- Домініка Цібулкова →її замінила  Донна Векич
- Джоанна Конта →її замінила  Тімеа Бабош
- Світлана Кузнецова →її замінила  Марина Заневська
- Олена Остапенко →її замінила  Ірина-Камелія Бегу
- Карла Суарес Наварро →її замінила  Наталія Віхлянцева

## Учасниці основної сітки в парному розряді

### Сіяні гравчині
| Країна   | Гравчиня           | Країна   | Гравчиня           | Рейтинг1 | посіяні |
| -------- | ------------------ | -------- | ------------------ | -------- | ------- |
| Угорщина | Тімеа Бабош        | Чехія    | Андреа Главачкова  | 21       | 1       |
| Україна  | Ольга Савчук       | Словенія | Катарина Среботнік | 68       | 2       |
| Чехія    | Барбора Крейчикова | Чехія    | Катержина Сінякова | 73       | 3       |
| Румунія  | Ірина-Камелія Бегу | Румунія  | Ралука Олару       | 75       | 4       |

- 1 Рейтинг станом на 9 жовтня 2017 року

### Інші учасниці
Нижче наведено пари, які отримали вайлдкард на участь в основній сітці:
- Анна Блінкова /  Олена Рибакіна

## Переможці та фіналісти

### Одиночний розряд, чоловіки
- Дамір Джумгур —  Річардас Беранкіс, 6–2, 1–6, 6–4

### Одиночний розряд, жінки
- Юлія Гергес —  Дарія Касаткіна, 6–1, 6–2

### Парний розряд, чоловіки
- Макс Мирний /  Філіпп Освальд —  Дамір Джумгур /  Антоніо Шанчич, 6–3, 7–5

### Парний розряд, жінки
- Тімеа Бабош /  Андреа Главачкова —  Ніколь Меліхар /  Анна Сміт, 6–2, 3–6, [10–3]